# Ilhas Tabar
As ilhas Tabar são um grupo de ilhas do arquipélago de Bismarck, na Papua-Nova Guiné. Situam-se 40 km a norte da Nova Irlanda. O grupo Tabar consiste de uma pequena cadeia de três ilhas principais: Tabar (ou Big Tabar / Tabar Grande) a sul, Tatau no centro e Simberi a norte, e ainda de outras ilhas menores. O ponto mais alto é o monte Beirari com 622 metros de altitude.
O grupo Tabar tinha 3920 residentes no censo de 2000.
O grupo Tabar é o local de origem da arte Malagan. O idioma local é o mandara (também chamado Tabar e cujo código ISO 639-3 é "tbf"), que é uma língua austronésia. Há três dialetos identificados: Simberi, Tatau e Tabar.